# Daniel Hoch-Kraft
Daniel Hoch-Kraft (* 13. März 1978 in Mainz) ist ein ehemaliger deutscher Bobfahrer.
Der in Engelstadt lebende Daniel Hoch-Kraft war Anschieber beim BRC Riesa und betrieb seit dem Jahr 2001 Bobsport. Bis zu seinem Karriereende 2007 gehörte er zum Team von Thomas Florschütz, zuvor fuhr er bei den Teams von Ruben Feisthauer und Stefan Drescher. 2003 gewann Hoch-Kraft mit Feisthauer die Juniorenweltmeisterschaften im Viererbob. Im selben Jahr gewann er in La Plagne zudem ein Weltcuprennen in dieser Disziplin. Bei den deutschen Juniorenmeisterschaften gewann er im Feisthauer-Vierer die Goldmedaille. Er studiert Informatik an der Fachhochschule Bingen.